# Giobatta Giustinian

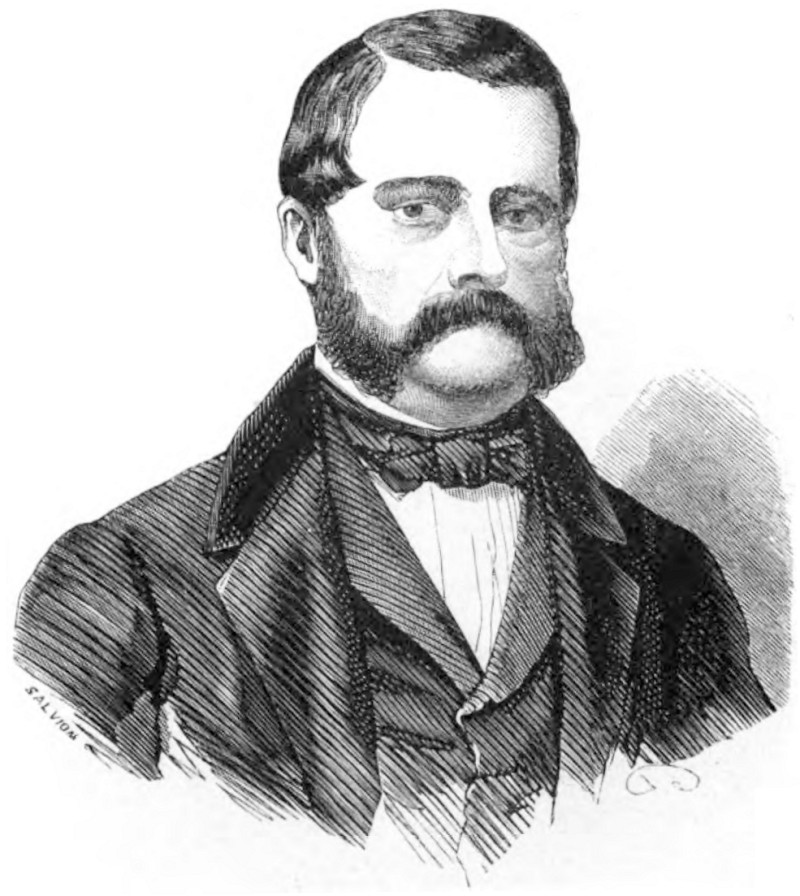
Giobatta Giustinian, 1861

Giobatta Giustinian (G. B. Giustinian, selten Giovannibattista Giustinian oder Giambattista Giustinian; * 25. Dezember 1816 in Venedig; † 1. April 1888 ebenda) kämpfte gegen die österreichische Vorherrschaft im Veneto und wurde nach dem Anschluss an Italien von 1866 bis 1868 der erste gewählte Bürgermeister Venedigs, ein Amt, das er 1877 bis 1878 erneut innehatte.

## Leben

### Herkunft, Revolution von 1848/49
Giobatta wurde als Sohn der Lucrezia Priuli und des Francesco, conte Giustinian geboren. 1848 wurde er Assessore della Congregazione municipale di Venezia. Er vertrat die Pfarrgemeinde Santi Gervasio e Protasio 1848 in der Provinzversammlung.
Während Venedig von 1814 bis 1848 und von 1849 bis 1866 zu Österreich gehörte, entstanden auch nach dem Aufstand von 1848 bis 1849 unter Daniele Manin immer neue Gruppen, die diesen Zustand beenden wollten. Um Giustinian, der ein Parteigänger Manins und Abgeordneter der gesetzgebenden Versammlung war, entstand in Turin ein Kreis, der sich Comitato Nazionale di Liberazione nannte (sinngemäß: Nationalkomitee der Befreiung). Von diesem wurde das Comitato Centrale di Venezia gesteuert, das seinen Sitz in Padua hatte. Giuseppe Garibaldi selbst wurde 1861 Präsident eines solchen Komitees, dessen Ziel die Befreiung Venedigs war, und der Anschluss an das 1860 vereinte Italien.

### Flucht aus Venedig (1862), Abgeordneter, Senator

Königreich Italien in den Jahren 1860–1866
Savoyen und Nizza, 1860 an Frankreich abgetreten
Venetien (unter österreich. Herrschaft)
Kirchenstaat

Während dieser Jahre sich zuspitzender Spannungen verließen viele Bewohner Venedig, wobei allein im Jahr 1861 878 Menschen die Stadt heimlich verließen, im folgenden Jahr 1.579, unter ihnen das Ehepaar Giustinian, das nach Turin ging.
Giobatta wurde in diesem Jahr 1862 Präsident des zentralen Komitees zur Unterstützung der Auswanderung von Turin und Mailand, das jedoch dem Ziel diente, Venetien von den Österreichern zu befreien. Zugleich saß er 1860 und erneut 1864–1865 im italienischen Parlament. Mit der Erhebung zum Senator musste er von dieser Aufgabe zurücktreten.
Giustinian hatte Elisabetta Michiel geheiratet, die ihren Mann aufforderte, trotz der drohenden Vertreibung und Sequestration seiner Güter und seiner Immobilien keine Supplik an den österreichischen Kaiser zu schicken, sondern an Metternich zu schreiben: „Il conte Giustinian non domanda, né riceverà mai atti di grazia dall'imperatore d'Austria“ („Der Graf Giustinian ersucht nicht und erhält niemals Gnadenakte vom Kaiser von Österreich.“).

### Rückkehr nach Venedig
Vier Jahre lang musste Giustinian auf seine Rückkehr hinarbeiten. Wien ließ am 1. Januar 1866 konfiszierte Güter zurückgeben, am 24. April wurde Pierluigi Bembo wieder zum Podestà gewählt. Noch am 22. Mai wurden alle, die gegen das geltende Gesetz ausgewandert waren und gegen Österreich kämpften, dem Kriegsrecht unterstellt. Darüber hinaus unterlag am 24. Juni das italienische Heer in der Schlacht bei Custozza, die Flotte am 20. Juli bei Lissa. Das Blatt wendete sich erst durch die Niederlage der Österreicher gegen Preußen in der Schlacht bei Königgrätz. Österreich sah sich gezwungen, am 12. August 1866 einen Waffenstillstand mit Italien zu schließen und Venetien aufzugeben.
Die Stadt wurde zunächst an Frankreich übergeben, dessen Vertreter General Louis Leboeuf de Montgermont am 28. August in Venedig eintraf. Am 3. Oktober kam es zu einem Vertrag der drei beteiligten Mächte. Italien zahlte 35 Millionen Florin an Wien und übernahm die Schulden Venetiens. Am 6. Oktober konnte der Bahnverkehr wieder aufgenommen werden, fünf Tage später wurden die politischen Gefangenen freigelassen. Am 13. Oktober kamen die ersten 200 italienischen Soldaten nach Venedig, drei Tage später folgten die übrigen für Venedig vorgesehenen Truppen. Vertreter des Königs war Giuseppe Pasolini.
Am 19. Oktober übergab der kaiserliche Vertreter Wiens Karl Moering im Hotel Europa die Stadt formal an den kaiserlichen Vertreter von Paris, den besagten Louis Leboeuf de Montgermont, dieser reichte sie an den königlichen Vertreter Roms weiter. Die italienische Flotte fuhr durch die Porta di Malamocco in die Lagune. Am 21. und 22. Oktober wurden Plebiszite durchgeführt, die den Anschluss an Italien bestätigten. Bei geringer Beteiligung an der namentlichen und für jeden anhand der Farben der Stimmkarten erkennbaren Richtung, stimmte die überwältigende Mehrheit mit 674.426 Stimmen für, nur 69 gegen den Anschluss.

### Podestà

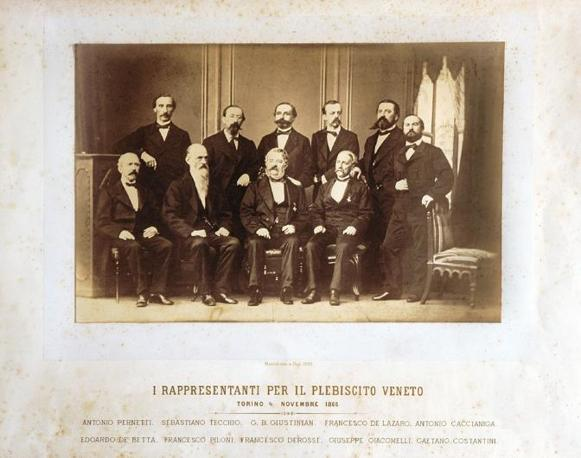
Die Repräsentanten bei der Volksentscheidung Venetiens (Giustinian hinten, 3. von links), L. Montabone: I rappresentanti per il plebiscito veneto, 4. November 1866, 466 × 615 mm

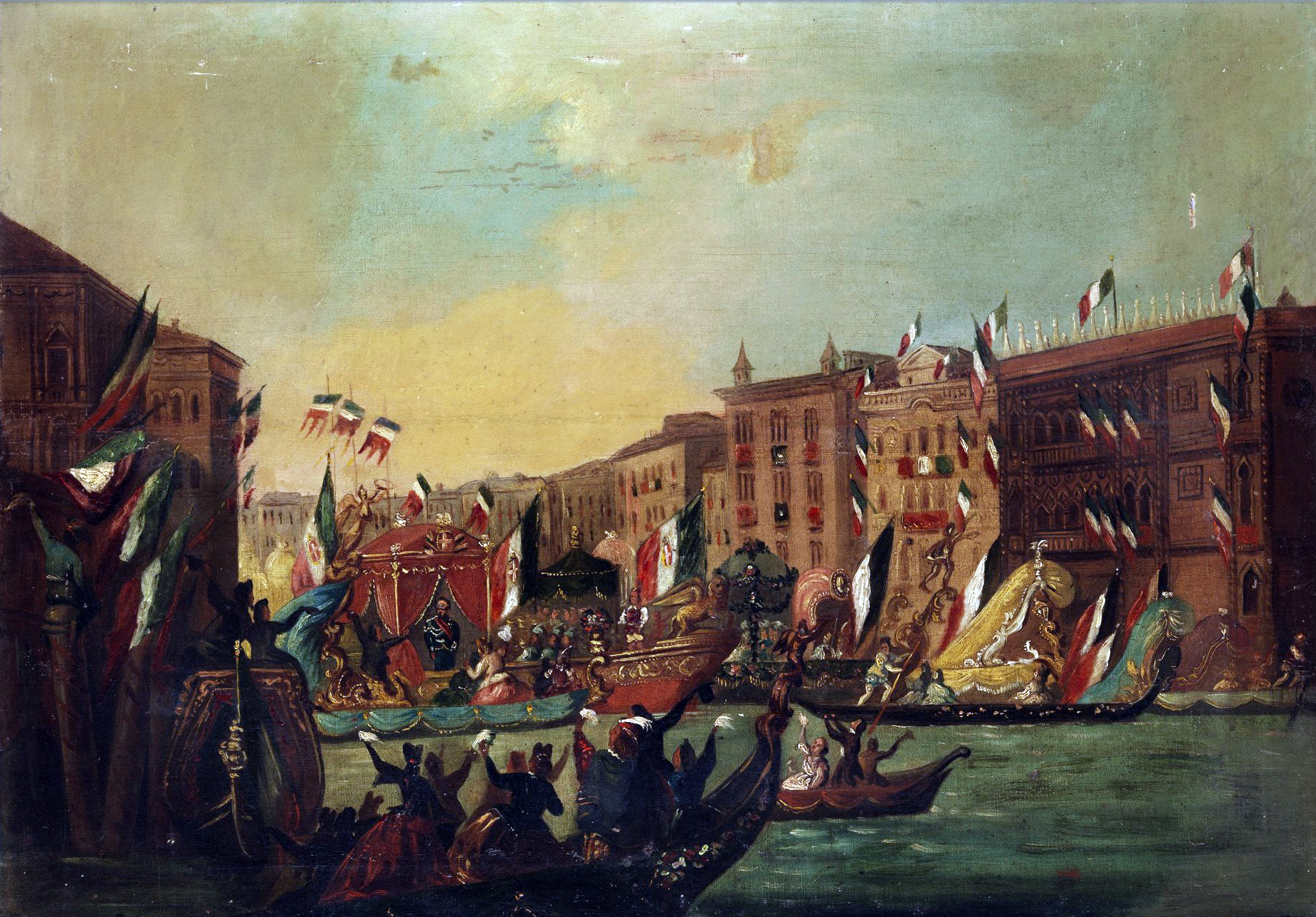
Anonymus: Einzug Vittorio Emanuels in Venedig 1866, Öl auf Leinwand, nach 1866

Am 29. Oktober 1866 konnte der zurückgekehrte Giustinian das Amt des Podestà von Venedig übernehmen, wie die Stadtoberhäupter unter österreichischer Führung genannt wurden. Bereits am 5. November wurde er in den königlichen Senat aufgenommen.
Vom 7. bis 14. November besuchte König Viktor Emanuel die Stadt. Er wurde am Bahnhof empfangen und von Gondolieri in historischer Kleidung über den Canal Grande gerudert.
Giustinian füllte sein Amt bis 1868 aus. Zusammen mit seiner Frau kümmerte er sich um die Schulbildung und sonstige Gesellschaftsprobleme.
Vom 26. November bis 3. Dezember 1866 stimmten 1525 von 4033 Wahlberechtigten für den zuvor von den Österreichern verfolgten Conte Giustinian. Am 26. Februar 1867 empfing der Bürgermeister mit einer großen Menschenmenge Giuseppe Garibaldi. Am 22. März nahm man in einer feierlichen Zeremonie die aus Paris kommende Asche Daniele Manins in Venedig auf.
Im Mai 1867 erwarb die Kommune die Ca’ Loredan, weitere Käufe sollten folgen, denn viele venezianische Adelsfamilien waren wirtschaftlich ruiniert und versuchten sich mittels Kunst- und Immobilienverkäufen über Wasser zu halten. Unter Vorsitz von Luigi Luzzatti entstand am 6. Juni eine Volksbank (Banca popolare). Auch die ersten Glasbläsereien entstanden neu, vor allem die von Austen Henry Layard und Antonio Salviati gegründete Salviati & C., die sich Ende des Jahres in Società a responsabilità limitata dei vetri e mosaici di Venezia e Murano umbenannte. 1868 entstand eine höhere Handelsschule, die Scuola superiore del Commercio.
Giustinian führte eine ausgesprochen konservative Regierung aus moderat Liberalen und Vertretern des vorangegangenen Stadtregiments. In seiner Zeit entstanden Pläne zum Bau der Strada Nova, Hafen und Handwerksläden wurden ausgebaut. Sein Nachfolger wurde 1868 Giuseppe Giovanelli, nachdem der seit 1867 amtierende Kommissar Ferdinando Laurin die Leitung der Stadt übernommen und für Wahlen gesorgt hatte.
Die wirtschaftliche und soziale Situation im Nordosten Italiens war dabei äußerst angespannt. In Venetien begann eine massenhafte Auswanderung, die durch hohe Steuern auf das Mahlen von Getreide und auf Brot verstärkt wurde, so dass bis 1890 fast 1,4 Millionen Bewohner ihre Heimat verließen. In Vicenza, Cavarzere, Cadore, Legnago und im Polesine kam es zu Unruhen.

### Nach der Amtszeit, Erinnerung
1869 gründete der bereits nicht mehr im Amt befindliche Bürgermeister mit seiner Frau eine höhere Mädchenschule. Andererseits kam es zu Unruhen, als 1868 die Abgabe auf Mehl erhöht werden sollte.
Elisabetta Michiel Giustinian überließ nach dem Tod ihres Mannes 1889 den Palazzo Basadonna Giustinian Recanati der Stadt, um dort eine Mädchenschule unterzubringen, die Scuola Superiore femminile, die bereits seit 1869 bestand. Sie wurde 1916 geschlossen.
Nach Giustinian ist ein Ostello in Santa Croce benannt, im selben Sestiere das Asilo bambini lattanti e slattati G.B. Giustinian – Venezia, das sich um Säuglinge kümmert, und dort befindet sich auch eine Scuola materna dieses Namens, ein Kindergarten sowie ein Gästehaus, eine foresteria.